# Zebrasoma
Zebrasoma é um gênero de peixes da família Acanthuridae. Nativos do Indo-Pacífico e Mar Vermelho. Peixes desse gênero costumam ser comercializados para aquários. São conhecidos como Cirurgiões-vela, pois suas barbatanas são compridas e quando estão ameaçados, eles abrem as barbatanas que lembram uma vela.

## Espécies descritas
- - Zebrasoma desjardinii (Bennett, 1836). Cirurgião-vela-indiano, Cirurgião-de-Desjardin
  - Zebrasoma flavescens (Bennett, 1828). Cirurgião-amarelo
  - Zebrasoma gemmatum (Valenciennes, 1835). Cirurgião-joia, Cirurgião-vela-pintado
  - Zebrasoma rostratum (Günther, 1875). Cirurgião-preto, Cirurgião-negro, Cirurgião-de-nariz-comprido
  - Zebrasoma scopas (Cuvier, 1829). Cirurgião-cauda-de-escova, Cirurgião-vela-castanho, Cirurgião-castanho
  - Zebrasoma veliferum (Bloch, 1795). Cirurgião-vela-do-Pacífico, Cirurgião-vela, Cirurgião-vela-comum
  - Zebrasoma xanthurum (Blyth, 1852). Cirurgião-de-cauda-amarela, Cirurgião-vela-roxo, Cirurgião-roxo